# Gran Premio motociclistico del Belgio 1977
Il Gran Premio motociclistico del Belgio fu il nono appuntamento del motomondiale 1977.
Si svolse il 3 luglio 1977 sul Circuito di Spa-Francorchamps. Corsero tutte le classi tranne, come d'abitudine, la 350.
La gara fu una delle più veloci di sempre: Barry Sheene vinse la 500 a oltre 217 km/h di media (con giro veloce a oltre 220 km/h).
Anche Walter Villa in 250 vinse a oltre 200 km/h. Squalificato Paolo Pileri per non aver effettuato il giro di ricognizione.
In 125 la lotta tra Pier Paolo Bianchi e Ángel Nieto finì nell'ordine, nonostante uno scontro tra i due all'ultimo giro.
Nieto fu terzo in 50 (a causa di problemi alla batteria) dietro a Eugenio Lazzarini e Herbert Rittberger.
Nei sidecar vittoria per Werner Schwärzel dopo una dura lotta con Rolf Steinhausen. Schwärzel portò alla vittoria un mezzo con motore realizzato dall'ex bicampione del mondo della categoria Helmut Fath, mentre Steinhausen stabilì il giro più veloce a oltre 200 km/h. Ritirato Rolf Biland.

## Classe 500
36 piloti alla partenza, 25 al traguardo.

### Arrivati al traguardo
| Pos. | Pilota              | Moto   | Tempo     | Punti |
| ---- | ------------------- | ------ | --------- | ----- |
| 1    | Barry Sheene        | Suzuki | 38' 58" 5 | 15    |
| 2    | Steve Baker         | Yamaha | +11" 3    | 12    |
| 3    | Pat Hennen          | Suzuki | +14" 6    | 10    |
| 4    | Teuvo Länsivuori    | Suzuki | +15" 6    | 8     |
| 5    | Steve Parrish       | Suzuki | +17" 5    | 6     |
| 6    | Philippe Coulon     | Suzuki | +25" 8    | 5     |
| 7    | Wil Hartog          | Suzuki | +33" 0    | 4     |
| 8    | Giacomo Agostini    | Yamaha | +36" 8    | 3     |
| 9    | Jack Findlay        | Suzuki | +1' 23" 5 | 2     |
| 10   | John Williams       | Suzuki | +1' 23" 7 | 1     |
| 11   | Armando Toracca     | Suzuki | +1' 32" 0 |       |
| 12   | Max Wiener          | Suzuki | +1' 44" 7 |       |
| 13   | Dave Potter         | Suzuki | +2' 11" 7 |       |
| 14   | Les van Breda       | Suzuki | +2' 24" 8 |       |
| 15   | Harald Merkl        | Yamaha | +2' 27" 0 |       |
| 16   | Hans-Otto Buteneth  | Yamaha | +3' 06" 4 |       |
| 17   | Børge Nielsen       | Suzuki | +3' 13" 4 |       |
| 18   | Bosse Granath       | Suzuki | +3' 31" 8 |       |
| 19   | Willem Zoet         | Suzuki | +3' 32" 9 |       |
| 20   | Franz Heller        | Suzuki | +3' 42" 7 |       |
| 21   | Markku Matikainen   | Suzuki | +1 giro   |       |
| 22   | Jean-Philippe Orban | Suzuki | +2 giri   |       |
| 23   | Michel Rougerie     | Suzuki | +2 giri   |       |
| 24   | John Woodley        | Suzuki | +3 giri   |       |
| 25   | Alan North          | Suzuki | +3 giri   |       |

### Ritirati
| Pilota              | Moto   | Motivo ritiro |
| ------------------- | ------ | ------------- |
| John Newbold        | Suzuki |               |
| Gianfranco Bonera   | Suzuki |               |
| Marco Lucchinelli   | Suzuki |               |
| Virginio Ferrari    | Suzuki |               |
| Takazumi Katayama   | Yamaha |               |
| Gianni Rolando      | Suzuki |               |
| Hervé Regout        | Yamaha |               |
| Karl Auer           | Suzuki |               |
| Helmut Kassner      | Suzuki |               |
| Kees van der Kruijs | Yamaha |               |
| Jean-François Baldé | Yamaha |               |

## Classe 250
36 piloti alla partenza, 25 al traguardo.

### Arrivati al traguardo
| Pos | Pilota               | Moto          | Tempo     | Punti |
| --- | -------------------- | ------------- | --------- | ----- |
| 1   | Walter Villa         | Bimota-HD     | 41' 24" 9 | 15    |
| 2   | Takazumi Katayama    | Yamaha        | +19" 2    | 12    |
| 3   | Mario Lega           | Morbidelli    | +27" 2    | 10    |
| 4   | Masahiro Wada        | Kawasaki      | +39" 2    | 8     |
| 5   | Vic Soussan          | Yamaha        | +43" 3    | 6     |
| 6   | Kork Ballington      | Yamaha        | +55" 0    | 5     |
| 7   | Franco Uncini        | Bakker-HD     | +58" 0    | 4     |
| 8   | Patrick Fernandez    | Yamaha        | +1' 04" 5 | 3     |
| 9   | Tom Herron           | Yamaha        | +1' 12" 2 | 2     |
| 10  | Jon Ekerold          | Yamaha        | +1' 12" 7 | 1     |
| 11  | Barry Ditchburn      | Kawasaki      | +1' 12" 9 |       |
| 12  | Jean-Claude Meilland | Yamaha        | +1' 13" 1 |       |
| 13  | Chas Mortimer        | Maxton-Yamaha | +1' 22" 3 |       |
| 14  | Mick Grant           | Kawasaki      | +1' 41" 3 |       |
| 15  | Bernard Fau          | Yamaha        | +1' 45" 6 |       |
| 16  | Pierluigi Conforti   | Yamaha        | +1' 46" 4 |       |
| 17  | Walter Hoffmann      | Yamaha        | +1' 54" 7 |       |
| 18  | Olivier Chevallier   | Yamaha        | +1' 57" 5 |       |
| 19  | Olivier Liegeois     | Yamaha        | +1' 57" 7 |       |
| 20  | Sven Andersson       | Yamaha        | +1' 58" 3 |       |
| 21  | Yves de Kimpe        | Yamaha        | +2' 01" 5 |       |
| 22  | Armand Gras          | Yamaha        | +2' 06" 1 |       |
| 23  | Roger Kockelmann     | Yamaha        | +2' 13" 5 |       |
| 24  | Aldo Nannini         | Yamaha        | +2' 50" 1 |       |
| 25  | Henk van Kessel      | Yamaha        | +1 giro   |       |

### Ritirati
| Pilota              | Moto     | Motivo ritiro |
| ------------------- | -------- | ------------- |
| Alan North          | Yamaha   |               |
| Pentti Korhonen     | Yamaha   |               |
| Jean-François Baldé | Kawasaki |               |
| Hans Müller         | Yamaha   |               |
| Roland Faesser      | Yamaha   |               |
| Pekka Nurmi         | Yamaha   |               |
| Anton Mang          | Yamaha   |               |
| Leif Gustafsson     | Yamaha   |               |
| Guy Bertin          | Yamaha   |               |
| Patrick Pons        | Yamaha   |               |

### Squalificato
| Pilota       | Moto       |
| ------------ | ---------- |
| Paolo Pileri | Morbidelli |

## Classe 125
36 piloti alla partenza, 25 al traguardo.

### Arrivati al traguardo
| Pos | Pilota                  | Moto       | Tempo     | Punti |
| --- | ----------------------- | ---------- | --------- | ----- |
| 1   | Pier Paolo Bianchi      | Morbidelli | 44' 22" 9 | 15    |
| 2   | Ángel Nieto             | Bultaco    | +13" 6    | 12    |
| 3   | Anton Mang              | Morbidelli | +26" 7    | 10    |
| 4   | Eugenio Lazzarini       | Morbidelli | +33" 7    | 8     |
| 5   | Pierluigi Conforti      | Morbidelli | +1' 11" 3 | 6     |
| 6   | Ermanno Giuliano        | Morbidelli | +1' 18" 2 | 5     |
| 7   | Stefan Dörflinger       | Morbidelli | +1' 25" 5 | 4     |
| 8   | Gert Bender             | Bender     | +1' 25" 9 | 3     |
| 9   | Cees van Dongen         | Morbidelli | +1' 37" 4 | 2     |
| 10  | Jean-Louis Guignabodet  | Morbidelli | +1' 38" 6 | 1     |
| 11  | Juliaan Vanzeebroeck    | Morbidelli | +1' 39" 5 |       |
| 12  | Hans Müller             | Morbidelli | +1' 40" 1 |       |
| 13  | Per-Edvard Carlsson     | Morbidelli | +2' 05" 7 |       |
| 14  | Peter Frohnmeyer        | DRS        | +2' 06" 3 |       |
| 15  | Patrick Plisson         | Morbidelli | +2' 17" 3 |       |
| 16  | Peter van Niel          | Morbidelli | +2' 55" 5 |       |
| 17  | Enrico Cereda           | Morbidelli | +3' 01" 9 |       |
| 18  | Benga Johansson         | Morbidelli | +3' 02" 2 |       |
| 19  | Maurizio Massimiani     | Morbidelli | +3' 11" 2 |       |
| 20  | Alfred Schmid           | Morbidelli | +3' 16" 8 |       |
| 21  | Hans-Jürgen Hummel      | Morbidelli | +1 giro   |       |
| 22  | Laurent Gomis           | Morbidelli | +1 giro   |       |
| 23  | H. Guilleardo           | Morbidelli | +1 giro   |       |
| 24  | Marc-Antoine Constantin | Morbidelli | +1 giro   |       |
| 25  | Fredo de Braey          | Honda      | +2 giri   |       |

### Ritirati
| Pilota          | Moto       | Motivo ritiro |
| --------------- | ---------- | ------------- |
| Harald Bartol   | Morbidelli |               |
| Horst Seel      | Seel       |               |
| Ernst Stammbach | Malanca    |               |
| Jan Ubels       | Buton      |               |
| Auno Hakala     | Morbidelli |               |
| Hagen Klein     | Morbidelli |               |
| Jacky Hutteau   | Morbidelli |               |
| Freddy Blaise   | Yamaha     |               |
| Matti Kinnunen  | Morbidelli |               |
| Hans Hallberg   | Morbidelli |               |

### Non partito
| Pilota      | Moto       |
| ----------- | ---------- |
| Jan Huberts | Morbidelli |

## Classe 50
36 piloti alla partenza, 27 al traguardo.

### Arrivati al traguardo
| Pos | Pilota               | Moto     | Tempo     | Punti |
| --- | -------------------- | -------- | --------- | ----- |
| 1   | Eugenio Lazzarini    | Kreidler | 31' 12" 2 | 15    |
| 2   | Herbert Rittberger   | Kreidler | +0" 5     | 12    |
| 3   | Ángel Nieto          | Bultaco  | +10" 4    | 10    |
| 4   | Ricardo Tormo        | Bultaco  | +30" 8    | 8     |
| 5   | Juliaan Vanzeebroeck | Kreidler | +54" 8    | 6     |
| 6   | Rudolf Kunz          | Kreidler | +1' 19" 0 | 5     |
| 7   | Patrick Plisson      | ABF      | +1' 38" 5 | 4     |
| 8   | Ramon Gali           | Derbi    | +1' 38" 7 | 3     |
| 9   | Charles Dumont       | Kreidler | +1' 49" 9 | 2     |
| 10  | Hagen Klein          | Kreidler | +1' 51" 0 | 1     |
| 11  | Otto Machinek        | Kreidler | +1' 52" 8 |       |
| 12  | Cees van Dongen      | Kreidler | +1' 53" 3 |       |
| 13  | Juup Bosman          | Kreidler | +1' 53" 8 |       |
| 14  | Günter Schirnhofer   | Kreidler | +2' 07" 1 |       |
| 15  | Hans-Jürgen Hummel   | Kreidler | +2' 11" 5 |       |
| 16  | Ingo Emmerich        | Kreidler | +2' 29" 0 |       |
| 17  | Engelbert Kip        | Kreidler | +2' 40" 3 |       |
| 18  | Wolfgang Golembeck   | Kreidler | +2' 40" 7 |       |
| 19  | Guido Delys          | Kreidler | +2' 55" 4 |       |
| 20  | Guy Muyters          | Kreidler | +3' 14" 0 |       |
| 21  | Daniel Corvi         | Kreidler | +3' 14" 4 |       |
| 22  | Chris Baert          | Kreidler | +3' 28" 4 |       |
| 23  | Wim van Beek         | Kreidler | +3' 30" 8 |       |
| 24  | Marcel Vandesteene   | Kreidler | +4' 02" 9 |       |
| 25  | Robert Evrard        | Kreidler | +4' 09" 0 |       |
| 26  | Christian Santini    | Kreidler | +6' 16" 3 |       |
| 27  | Ove Skifjeld         | Kreidler | +1 giro   |       |

### Ritirati
| Pilota            | Moto       | Motivo ritiro |
| ----------------- | ---------- | ------------- |
| Theo Timmer       | Kreidler   |               |
| Stefan Dörflinger | Kreidler   |               |
| Hans Knoppers     | Kreidler   |               |
| Hans Müller       | Morbidelli |               |
| Benjamin Laurent  | Kreidler   |               |
| Armando Lopes     | Derbi      |               |
| Joaquín Galí      | Bultaco    |               |
| Pierre Dumont     | Kreidler   |               |
| Jacky Hutteau     | ABF        |               |

## Classe sidecar
30 equipaggi alla partenza, 18 al traguardo.

### Arrivati al traguardo
| Pos | Pilota                | Passeggero         | Moto          | Tempo     | Punti |
| --- | --------------------- | ------------------ | ------------- | --------- | ----- |
| 1   | Werner Schwärzel      | Andreas Huber      | ARO-Fath      | 42' 52" 0 | 15    |
| 2   | Rolf Steinhausen      | Wolfgang Kalauch   | Busch-Yamaha  | +21" 5    | 12    |
| 3   | George O'Dell         | Cliff Holland      | Seymaz-Yamaha | +58" 8    | 10    |
| 4   | Göte Brodin           | Per-Erik Wickström | Windle-Yamaha | +1' 05" 0 | 8     |
| 5   | Dick Greasley         | Mick Skeels        | Windle-Yamaha | +1' 26" 0 | 6     |
| 6   | Helmut Schilling      | Rainer Gundel      | Schmid-Yamaha | +1' 27" 7 | 5     |
| 7   | Cees Smit             | Jan Smit           | König         | +1' 57" 5 | 4     |
| 8   | Malcolm Hobson        | Stuart Collins     | Windle-Suzuki | +2' 54" 6 | 3     |
| 9   | Walter Ohrmann        | Bernd Grube        | Yamaha        | +3' 19" 1 | 2     |
| 10  | Ted Jansen            | Erich Schmitz      | Colyam-Yamaha | +3' 20" 1 | 1     |
| 11  | Marc Alexandre        | Paul Gerard        | Kova-König    | +3' 46" 6 |       |
| 12  | Jean-François Monnin  | Edouard Weber      | Seymaz-Yamaha | +4' 13" 8 |       |
| 13  | Heinz Luthringshauser | Hermann Hahn       | MKN-BMW       | +4' 21" 5 |       |
| 14  | Gustav Pape           | Franz Kallenberg   | König         | +4' 37" 2 |       |
| 15  | Jaap Geerts           | Jan van Veen       | König         | +1 giro   |       |

### Ritirati
| Pilota            | Passeggero     | Moto          | Motivo ritiro |
| ----------------- | -------------- | ------------- | ------------- |
| Rolf Biland       | Williams       | Schmid-Yamaha |               |
| Bruno Holzer      | Karl Meierhans | LCR-Yamaha    |               |
| Siegfried Schauzu | Lorenzo Puzo   | Schmid-Yamaha |               |
| Alain Michel      | Gérard Lecorre | GEP-Yamaha    |               |